# Gangstar Rio: City of Saints
Gangstar Río: City of Saints es un videojuego de mundo abierto de acción y aventura para Android, iOS (tanto iPhone / iPod Touch y iPad) y Java ME. Se trata de una secuela de Gangstar: Miami Vindication. El héroe del juego es un nuevo personaje llamado Raúl, en Río de Janeiro, Brasil, y que utiliza "Angel" como un alias para ocultar su identidad.

## Sinopsis
Raúl es un pandillero perteneciente al grupo Assassinos, bajo el mando de Andreas, Un día Andreas le dice que sabe de sus planes de dejar la banda y de que le parece bien, pero que antes deberá hacer unos trabajos más, en uno de estos trabajos un pandillero le dice que El Sindicato le ha puesto precio a su cabeza y a la de Ana, su novia. Ese mismo día Raúl decide irse e de Río pero tiene una discusión con Ana pero tras bajarse del auto, este explota con Raúl dentro. Dos meses después Raúl despierta en casa de Larissa, una prostituta que lo sacó del auto y contrató a alguien para que le reconstruyera la cara, Raúl decide vengarse bajo un nuevo nombre: Ángel.
Ángel se une a los Assassinos y tras varios trabajos Marcelo le dice que han matado a Andreas, por lo que ahora Marcelo es el jefe.
Mientras cumple misiones, Ángel consigue algunos trabajos, uno de ellos es ser el chofer de Vilanova,  un productor de cine mujeriego. También hace algunos amigos como, Gianna Magro, una agente de narcóticos corrupta, Jessica Madeiros, una asistente de un político, Pilar, una prostituta amiga de Larissa y novia de Vilanova, también de Fumo y Narco dos integrantes de su pandilla.
Con el paso del tiempo Ángel descubre, que Ana está viva y que fue ella quien mató a Andreas, también descubre que ella le estaba poniendo el cuerno con Marcelo y que ellos lo planearon todo par que El Sindicato dejara de buscar a Ana. Otra cosa que descubre es que ellos saben quien es el en realidad.
Tras salvarle la vida a Fumo Ángel le da un video para que lo reparta a todos los Assassinos el cual contiene pruebas contra Marcelo y también le dice que él es Raúl, a lo cual Fumo le responde que el ya sospechaba.
En un intento de Marcelo por culpar a Ángel de matar a Andreas y de ayudar a la poli (cosa que hizo pues Gabriel Álvarez, un sargento corrupto amenazaba con matar a Larissa) reúne a algunos de los Assassinos y les dice que Ángel lo hizo y que ahora intenta culparlo a él, por esto Ángel lo mata.
Días después se entera de que El Sindicato y Los Discípulos se unieron en contra de él, pero Ángel y Fumo acaban con ellos, al terminar Fumo le dice que muchos piensan que el debería ser el jefe. Al regresar a su casa Ana le habla y le dice que matará a Larissa, pero esta le da una pista de donde la escondió Ana y con ayuda de Fumo va en su rescate, ya en el aeropuerto, Fumo y Ángel se encuentran con pandilleros, quienes tratan de matarlo, pero Ángel los mata primer, luego desarma a Ana y decide matarla, esta le dice que la necesita y que juntos serán invencibles y mandarán en Rio, pero Ángel la mata.
La historia se acaba con Larissa, Ángel y Fumo diciendo que Ángel es el nuevo jefe de los Assassinos.
Archivo:Autos de Gangstar río  delusion 500  es un jet privado